# Blok Juliji Tymoschenko

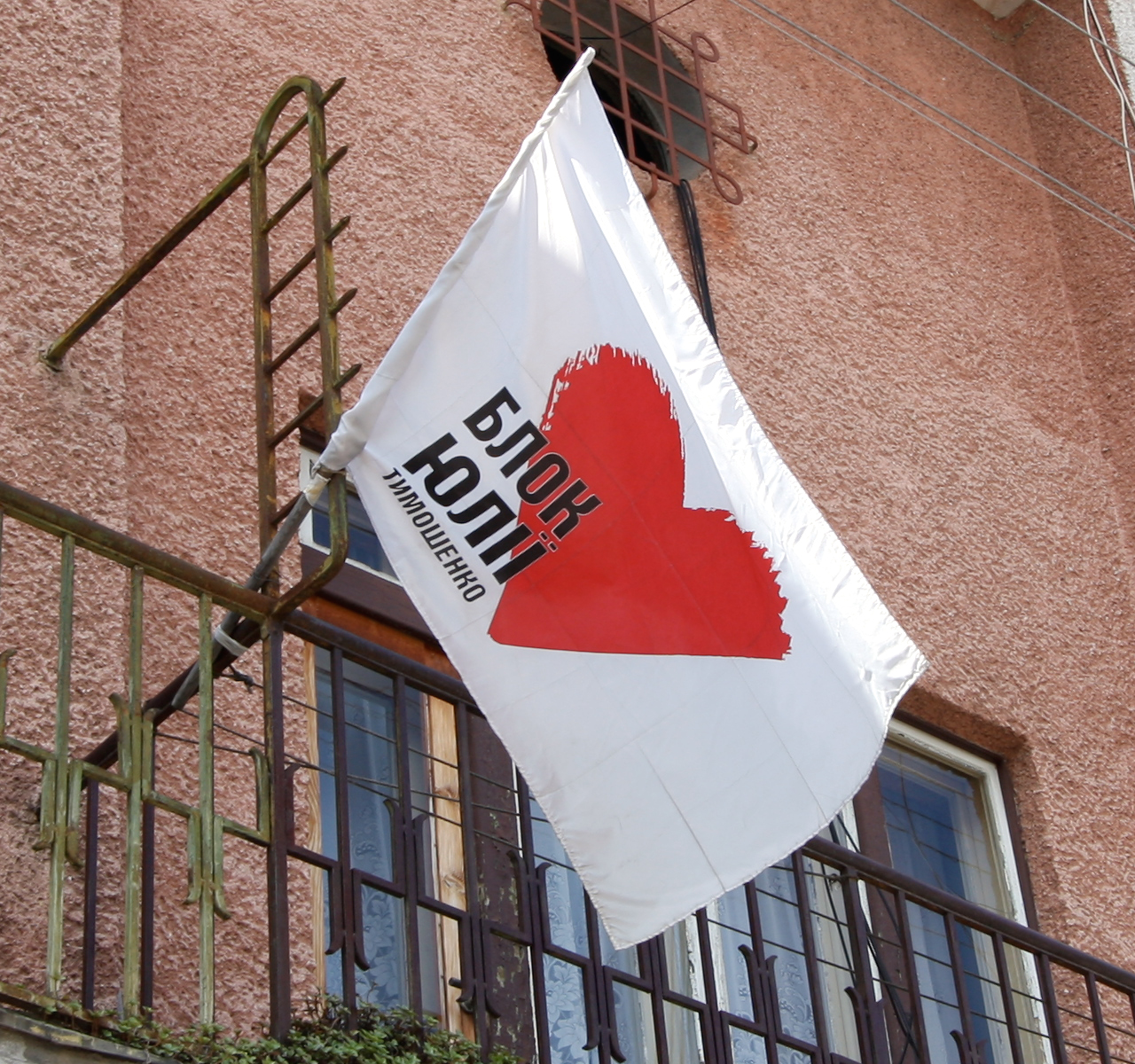
Flagge mit Logo des Bündnisses

Blok Juliji Tymoschenko (deutsch: Block Julija Tymoschenko, Abkürzung BJuT) war ein Parteienbündnis in der Ukraine von 2002 bis 2012. Seine Nachfolge besteht aus der Fraktion der Allukrainischen Vereinigung „Vaterland“ in der Werchowna Rada ab 2012. Vorsitzende und Namensgeberin war die Politikerin Julija Tymoschenko.

## Geschichte
Der Block wurde im Rahmen der ukrainischen Parlamentswahlen 2002 gegründet. Maßgeblich beteiligt waren die 1999 gegründete, gemäßigt nationalistische und korporatistische Allukrainische Union „Vaterland“ von Julija Tymoschenko, die Ukrainische Sozialdemokratische Partei (USDP), die nationalistische Ukrainische Volkspartei „Sammlung“ sowie die Ukrainische Republikanische Partei. Das Bündnis errang 7,3 % der Stimmen und konnte 21 der 450 Sitze in der Werchowna Rada belegen. Der BJuT gründete eine gleichnamige Fraktion im Parlament.
In der Präsidentschaftswahlen in der Ukraine 2004 unterstützte der Block die Kandidatur von Wiktor Juschtschenko, dessen Wahlsieg erst nach der Orangen Revolution offiziell anerkannt wurde. Die Revolution wurde neben Juschtschenkos Bündnis Nascha Ukrajina maßgeblich vom BJuT vorangetrieben. Am 24. Januar 2005 ernannte Juschtschenko Tymoschenko zur Ministerpräsidentin. Bald darauf kam es jedoch zum Zerwürfnis, am 8. September entließ der Präsident Tymoschenkos Regierung wieder und ihr Block ging in die Opposition.

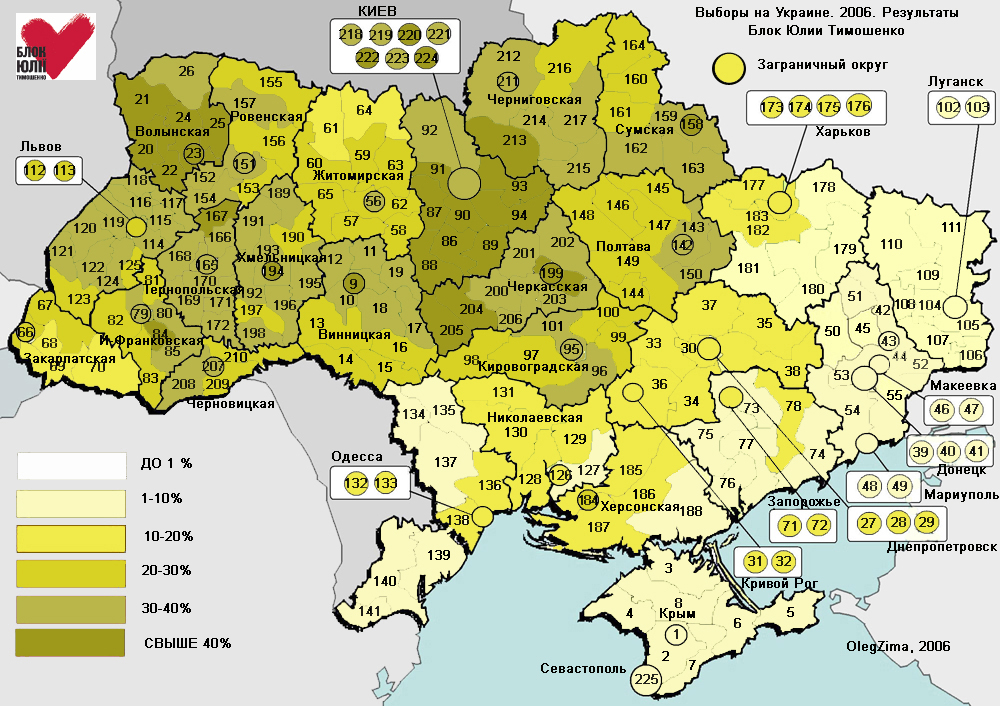
Parlamentswahlen 2006: Abschneiden nach Regionen

Bei den Parlamentswahlen 2006 konnte das Bündnis deutlich zulegen und kam auf 22,3 % sowie 129 Sitze, damit wurde es die stärkste der Parteien der Orangen Revolution. Bei einer Koalition der prowestlichen Kräfte wäre Tymoschenko vermutlich wieder Ministerpräsidentin geworden. Überraschenderweise entschied sich die Sozialistische Partei der Ukraine jedoch dazu, die Anti-Krisen-Koalition unter Wiktor Janukowytsch mit der Partei der Regionen und den Kommunisten zu unterstützen. Daher war die zum BJuT gehörige Parlamentsfraktion nun führende Oppositionskraft.

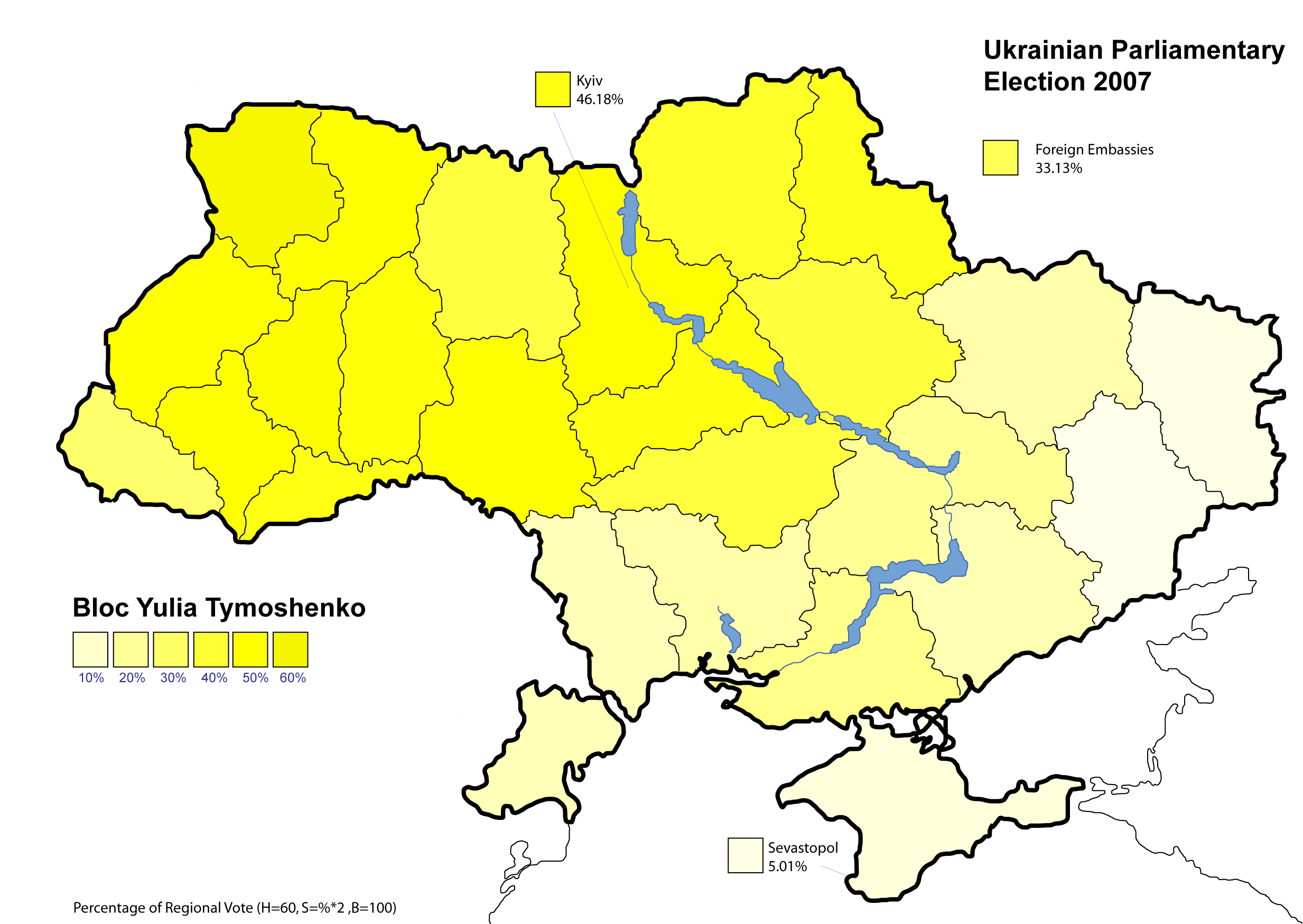
Parlamentswahlen 2007: Abschneiden nach Regionen

Bei den vorgezogenen Parlamentswahlen 2007 war der BJuT in ersten Hochrechnungen stärkste Kraft. Zuletzt landete er aber wiederum auf Platz zwei nach der Partei der Regionen. Mit knapp 31 % der Stimmen konnte er jedoch seine Position in der Rada deutlich ausbauen. Da er gemeinsam mit der Wahlallianz Nascha Ukrajina – Narodna Samooborona (NU-NS) über eine dünne Mehrheit verfügt, strebte der Block eine Regierung der Kräfte der so genannten „Orangen Revolution“ an. Am Abend des 15. Oktober unterzeichneten beide Wahlallianzen einen Koalitionsvertrag, der dem BJuT den Posten des Regierungschefs zubilligt.
Der Blok Juliji Tymoschenko steht in Kontakt mit der FDP. 2007 wurde dem BJuT der Beobachterstatus bei der Europäischen Volkspartei angeboten. 2010 schickt er seine Vorsitzende und Namensgeberin als Kandidatin in die Präsidentschaftswahl der Ukraine.
2010 verlor Julija Tymoschenko die Präsidentenwahlen in der Ukraine, kam aber auf den zweiten Platz nach Wiktor Janukowytsch. Im März 2010 wurde sie als Ministerpräsidentin vom ukrainischen Parlament entlassen. Anfang 2012 wurde die Partei Ukraine – Vorwärts, die vorherige USDP, wegen angeblicher Kooperation mit der Regierung von Präsident Janukowytsch aus dem Blok Juliji Tymoschenko ausgeschlossen. Bei den Parlamentswahlen im gleichen Jahr traten die verbleibenden beiden Mitglieder des Blocks gemeinsam mit der Front der Veränderungen und der Medschlis des Krimtatarischen Volkes unter dem Dach der Allukrainischen Vereinigung Vaterland an.

## Mitgliedsparteien
- Allukrainische Vereinigung „Vaterland“ – Wseukrajinske objednannja „Batkiwschtschyna“
- Partei Reformen und Ordnung (PRP) – Partija Reformy i Porjadok
- bis 2012: Ukraine – Vorwärts! – zuvor Ukrajinska Sozial-Demokratytschna Partija (USDP)

## Politiker
Wichtige Vertreter des BJuT waren:
- Julija Tymoschenko, Vorsitzende des BJuT, Vorsitzende der Parlamentsfraktion, Vorsitzende der Partei „Vaterland“
- Oleksandr Turtschynow, stellvertretender Vorsitzender der Partei „Vaterland“
- Jewhen Kornijtschuk, Vorsitzender der USDP
- Olena Schustik, stellvertretende Vorsitzende der USDP
- Wiktor Pynsenyk, Vorsitzender der PRP
- Wolodymyr Bondarenko, stellvertretender Vorsitzender der Partei PRP